# Project MUSE
Project MUSE és una base de dades en línia, que proporciona accés al text complet de més de 195 publicacions acadèmiques de ciències socials, humanitats i matemàtiques des de 1995. Totes les publicacions provenen exclusivament d'editorials universitàries.
MUSE es va iniciar en 1993 com un projecte pioner conjunt de la Johns Hopkins University Press i la Biblioteca Milton S. Eisenhower (MSEL) de la Universitat Johns Hopkins (JHU). Unes beques de la Mellon Foundation i la National Endowment for the Humanities (Fundació Nacional per a les Humanitats) van permetre el 1995 que MUSE facilités l'accés en línia a les revistes publicades per la JHU. L'any 2000 es van incorporar per primera vegada revistes d'altres editorials, i cada any subsegüent es van anar afegint altres editorials.
MUSE és un projecte de col·laboració sense ànim de lucre entre les editorials participants i la Biblioteca Milton S. Eisenhower, amb l'objectiu proclamat de difondre estudis acadèmics de qualitat a mitjançant un model sostenible que satisfaci les necessitats tant de biblioteques com d'editorials. Les subscripcions al projecte MUSE només estan disponibles per a institucions.